# Landgoed de Biesterije
Landgoed de Biesterije is een gebied van loof- en naaldbos en kleine stukken heide, in totaal 49 hectare groot aan de zuidkant van Rijssen, even ten noorden van de snelweg A1 tussen Deventer en Enschede.

## Geschiedenis
Het landgoed werd in de eerste helft van de twintigste eeuw bijeen gebracht door Harm ter Horst, eigenaar en directeur van de textielfabriek Ter Horst & Co. In de jaren 1970 kregen de bezittingen de wettelijke status van landgoed in ruil voor openstelling van de paden voor wandelaars.

## Natuur en cultuur
Het landgoed is gevestigd in gebied dat in de negentiende en vroege twintigste eeuw werd benut voor leemwinning. De leem werd gebruikt door de verschillende Twentse steenfabrieken, waarvan er twee in Rijssen gevestigd waren.
Vóór de twintigste eeuw was het gebied hoofdzakelijk heide, in gebruik voor extensieve schaaphouderij. Aanvankelijk was de bosaanplant primair gericht op houtproductie. Sinds de jaren 1970 passen de eigenaren een beleid van selectieve kap en natuurlijke verjonging toe.

## Bezienswaardigheden
Op het landgoed bevinden zich de restanten van een lanceerplaats voor V1-raketten uit de Tweede Wereldoorlog. Tevens staat aan de Schietbaanweg een voormalige schietbaan van de lokale schuttersvereniging, dat sinds 1997 een gemeentelijk monument is.